# Крестовоздвиженская церковь (Анненково)
Церковь Воздвижения Креста Господня — бывшая приходская церковь в селе Анненково в Железнодорожном районе городского округа Ульяновска.
Памятник архитектуры № 7300000121.

## История
В 1893 году в сельце Грязнушке (с начала XX века — Анненково, в 1990 году село Анненково вошло в городскую черту, с 2004 года в подчинение Железнодорожного района города), в усадьбе господина Анненкова, была построена каменная домовая церковь с престолом в честь Воздвижения Животворящего Креста Господня. Богослужение в ней совершалось наёмными священником и псаломщиком. Церковь относилась к приходу Троицкой церкви с. Луговое (в прошлом — Грязнуха).
В советское время церковь перестроили в клуб и в кинотеатр, ныне полуразрушена.